# Drapetis tiagoana
Drapetis tiagoana är en tvåvingeart som först beskrevs av Frey 1958.  Drapetis tiagoana ingår i släktet Drapetis och familjen puckeldansflugor. Inga underarter finns listade i Catalogue of Life.